# Mariä Heimsuchung (Heiligenbrunn)

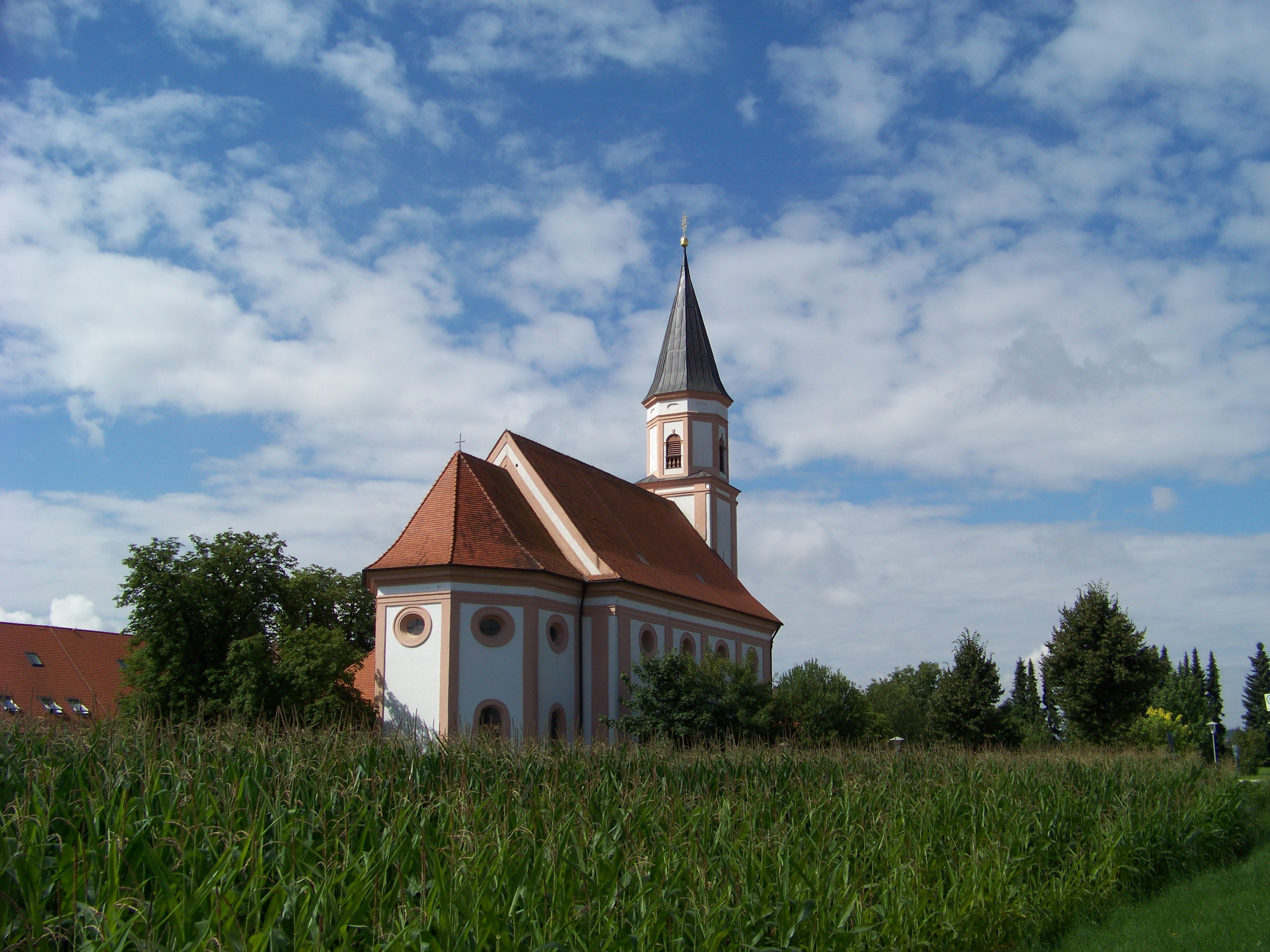
Wallfahrtskirche Mariä Heimsuchung

Die römisch-katholische Wallfahrtskirche Mariä Heimsuchung liegt im Ortsteil Heiligenbrunn der Gemeinde Hohenthann im niederbayerischen Landkreis Landshut. Die barocke Wallfahrtskirche, eine Kuratie der Pfarrei Hohenthann, ist die bedeutendste Wallfahrtsstätte im nördlichen Landkreis Landshut. Viele der umliegenden Gemeinden führen mehrmals jährlich Bittgänge und Prozessionen nach Heiligenbrunn durch. Das Gotteshaus ist als Baudenkmal mit der Nummer D-2-74-141-18 beim Bayerischen Landesamt für Denkmalpflege eingetragen.

## Geschichte
Die Legende berichtet Folgendes über die Entstehung der Wallfahrt nach Heiligenbrunn: Anno 1662, den 1. September, ist Melchior Paur von einer Leiter gefallen, dass ihm durch solchen Fall die Red verfallen ist. Nach 11 Wochen, nachdem alle menschliche Hilf und Mittel vergebens war, hat er nach verrichtetem Gebet von dem Wasser der Quelle neben dem Bildstock unserer lieben Frau trunken. Ihm ist dabei im Traum die allerseligste Jungfrau erschienen und ist geheilt worden.
Die Nachricht von dieser wundersamen Heilung verbreitete sich schnell. Wenig später wurde die Quelle durch die Bauersfamilie Paur ausgemauert, sodass neben der hölzernen Mariensäule ein Ziehbrunnen entstand. Dieser wurde in den Folgejahren zu einem beliebten Pilgerziel. Durch einen vom zuständigen Hohenthanner Pfarrer aufgestellten Opferstock konnten innerhalb weniger Jahre ausreichend Geldmittel für den Bau einer kleinen Kirche beschafft werden. Diese wurde von 1670 bis 1674 erbaut und stand an der Stelle des heutigen Josefsheimes, also südlich an der heutigen Wallfahrtskirche.
Aufgrund des großen Andrangs von Pilgern überlegte man bereits 1695, ob das bestehende Wallfahrtskirchlein erweitert werden könnte. Stattdessen entschied man sich Anfang des 18. Jahrhunderts für einen Neubau wenige Meter nördlich davon. Diese heute noch bestehende barocke Wallfahrtskirche Mariä Heimsuchung wurde von 1712 bis 1714 von dem Maurermeister Hans Widtmann aus Pfeffenhausen und dem Zimmerermeister Bartholomäus Gaißritter aus Niedereulenbach errichtet. Für den Bau wurden unter anderem Steine der ehemaligen Dorfkapelle von Türkenfeld verwendet, die gegen 1713 abgebrochen wurde. Zum Patroziniumsfest am 2. Juli 1714 wurde das Gotteshaus geweiht. Das Innere dürfte damals nur spärlich ausgestattet gewesen sein. Erst 1719 wurden die beiden Seitenaltäre errichtet, 1723 die Kanzel, 1736 wurde der erste Hochaltar der Kirche vollendet. Bis 1737 waren die wesentlichen Arbeiten im Innenraum abgeschlossen. In diesem Jahr wurde außerdem das Kirchendach erneuert und das Gotteshaus außen verputzt. Bereits 1726 hatte Hans Widtmann ein neues, überdachtes Brunnenhaus erbaut, welches mit einer Wassertechnik das Glockengießers Josef Mayr aus Landshut ausgestattet wurde. Der Bildhauer Johann Dominicus Miller aus Geisenfeld errichtete über der Quelle einen Brunnen aus Stein und Marmor.
Da 1750 und 1752 schwere Unwetter dem Kirchenbau zugesetzt haben, ab 1774 die Zahl der Wallfahrer nachweislich sank und große Schulden bestanden, gab die Regierung in Landshut 1803 im Zuge der Säkularisation den Befehl zum Abbruch des Gotteshauses, was aber durch den energischen Einsatz der Bevölkerung verhindert werden konnte. Innerhalb weniger Jahre wurden die Schäden an der Kirche ausgebessert und Heiligenbrunn wurde wieder zu einer gut besuchten Wallfahrtsstätte. So wurde die baufällige Laternenkuppel des Turmes 1803 abgerissen, im folgenden Jahr wurde der heutige Spitzhelm mit Doppelkreuz aufgesetzt.
1854 wurden der Giebel und die Grundmauern einer durchgreifenden Sanierung unterzogen. 1867 baute Ludwig Edenhofer aus Regen eine neue Orgel ein, die 1940 durch das heutige Instrument von Michael Weise ersetzt wurde. In den Jahren 1868/69 musste die Statik des Kirchengebäudes deutlich verbessert werden, da zuvor Risse im Gewölbe des Langhauses festgestellt worden waren. Um 1881/83 fand eine Innenrenovierung statt, genauso 1959. Die letzte Gesamtrenovierung wurde in den Jahren 1985/86 durchgeführt; dabei wurde eine neue Heizung eingebaut.

## Architektur

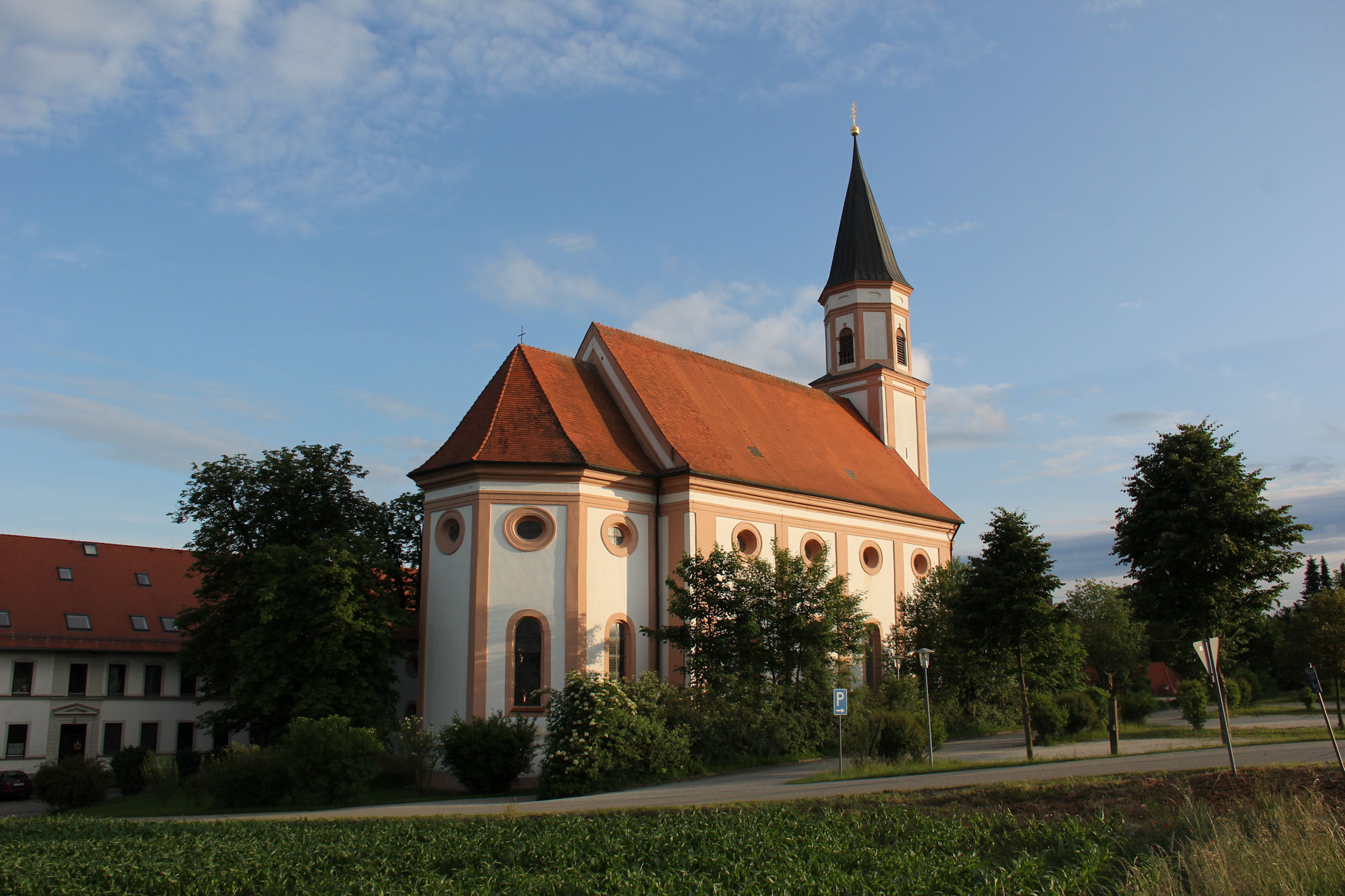
Wallfahrtskirche und Josefsheim in der Abendsonne

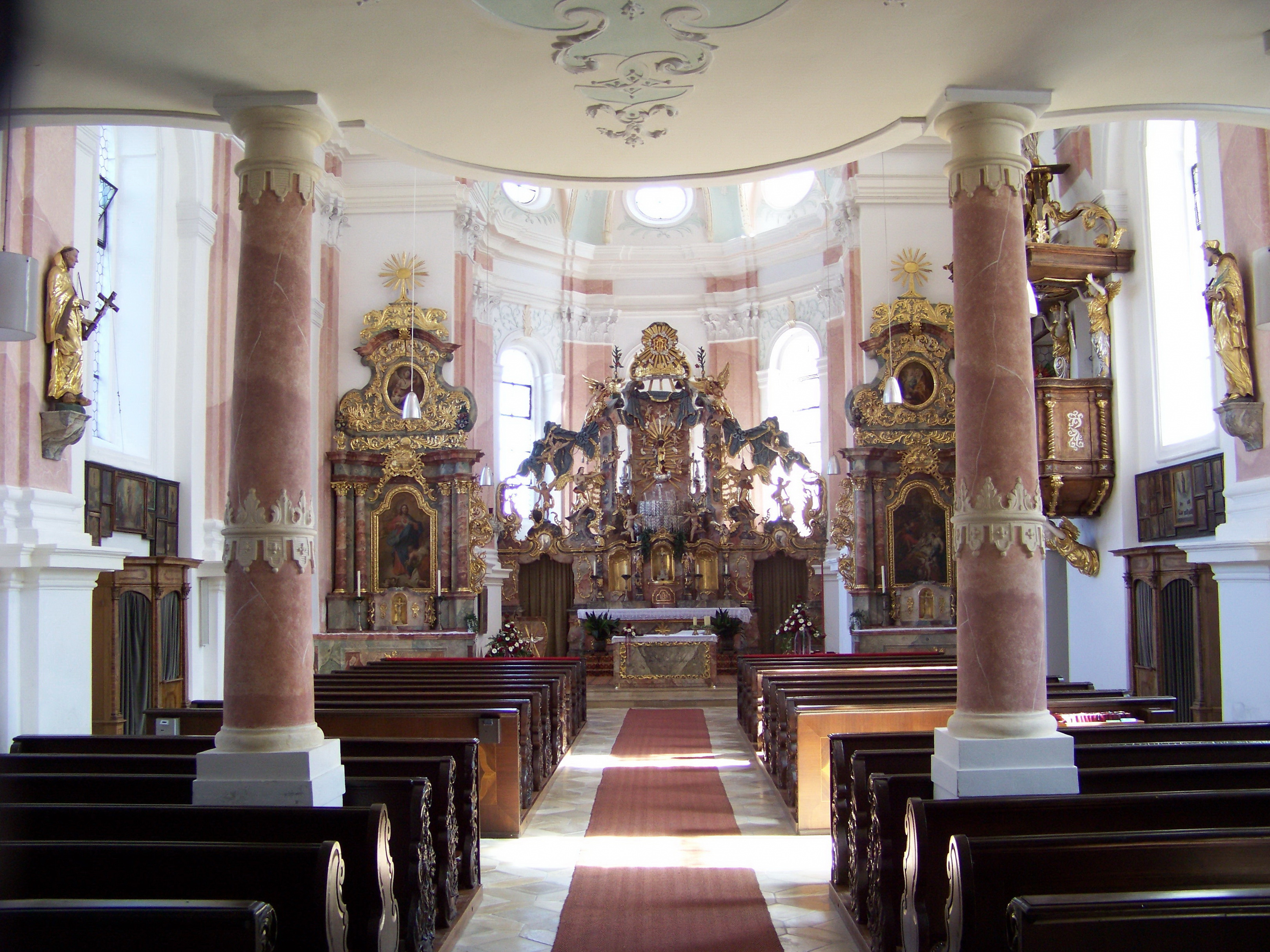
Innenansicht der Wallfahrtskirche

### Maße
- Länge innen (inkl. Turm): 36,60 Meter
  - davon Langhaus: 21,40 Meter
  - davon Chor: 7,80 Meter
- Breite Langhaus innen: 11,25 Meter
- Breite Chor innen: 8,25 Meter
- Höhe Langhaus innen: 14,20 Meter

### Außenbau
Die Wallfahrtskirche Heiligenbrunn ist eine nach Osten ausgerichtete Saalkirche mit eingezogenem Chor und ausspringendem Westturm. Der Außenbau ist durch Lisenen gegliedert, deren hellroter Farbton sich auch an den Fensterlaibungen und den Gesimsen unterhalb des Satteldaches wiederfindet. Der eingezogene Chor umfasst ein Joch und einen Schluss in drei Achteckseiten, das Langhaus vier Joche. Südlich an den Chor und das östliche Langhausjoch ist eine geräumige, zweigeschossige Sakristei mit Flachdecke und Treppenaufgang zur Kanzel angebaut. Das Erdgeschoss ist heute in zwei Räume unterteilt. Das Obergeschoss besitzt querovale Fenster mit Profilrahmen.
Der Turm besteht aus zwei überhohen quadratischen Geschossen, die durch einen Gesims getrennt werden. Darüber erhebt sich der oktogonale Oberbau, der den Glockenstuhl enthält. Den oberen Abschluss bildet ein hoher Spitzhelm mit Kugel und Doppelkreuz. Die Kirche besitzt zwei Portale: Das Westportal wird einem Dreiecksgiebel auf verkröpften Pilastern bekrönt; es führt durch das Turmerdgeschoss, das eine Vorhalle bildet, in das Kircheninnere. Ein weiteres Portal auf der Südseite, welches sich im dritten Langhausjoch von Osten befindet, ist durch einen gebrochenen Giebel über verkröpften Pilastern und Gesims ausgezeichnet.

### Innenraum
Im Innenraum besticht die einheitliche Gestaltung von Kirchenschiff und Chor im Stile des Spätbarock. Der Chor wird von einem leicht gedrückten Tonnengewölbe mit Stichkappen überspannt. Gleiches gilt für das Langhaus; jedoch sind hier zusätzlich Gurtbögen erkennbar, welche das Gewölbe gliedern. Auf hohen Sockeln stehen verkröpte korithisierende Pilaster. Am Gewölbeansatz umspannen zwei Gesimsbänder den gesamten Innenraum mit Ausnahme der Westwand. Oberhalb dieser Bänder gehen die Pilaster in Gurtbögen über, welche das Gewölbe in Joche gliedern. Jedes Joch in Chor und Langhaus besitzt ein hohes, rundbogig abschließendes Fenster, welches in eine flach profilierte Blendarkade mit seitlichen Kämpferstücken und Archivolten eingesetzt ist, die sich jeweils bis zum Boden zieht. Oberhalb der Gesimsbänder schneiden die Stichkappen ein, die sich zu querovalen Fenstern öffnen. Diese Oberlichter sind wie die von den Gurtbögen abgetrennten Gewölbefelder weiß gerahmt und in Pastelltönen gefasst. Das östliche Langhausjoch ist auf der Südseite wegen der dort angebauten Sakristei fensterlos. Stattdessen befinden sich dort ein Oratorium und die Kanzel, welche über das Obergeschoss der Sakristei zugänglich ist. Das westliche Langhausjoch wird von einer Orgelempore mit geschweifter Brüstung auf zwei verzierten Säulen überdeckt.

## Ausstattung

### Stuckierung und Deckengemälde
Die aufwändigen spätbarocken Stuckierungen im Kircheninneren wurden während der Erbauungszeit der Kirche geschaffen. Gewölbe und Wände im Chor sind von dezentem, stuckiertem Laub- und Rankwerk überzogen. Am Chorgewölbe sind diese Stuckaturen in weißer Farbe auf türkisfarbenem Grund ausgeführt. An den Ansätzen der Stichkappen sind Cherubim bzw. Engel platziert, von denen das sich über das gesamte Tonnengewölbe erstreckende Rankwerk ausgeht. Durch apricotfarbene Bänder werden die hellrot unterlegten Gewölbefelder der Stichkappen abgetrennt. Darin sind je zwei zusammengebundene Zweige dargestellt, in jeder Stichkappe eine andere Pflanzenart mit ihren charakteristischen Blättern. Auf der Oberseite der Oberlichter ist je ein kleiner vollplastischer Engel zu sehen, dessen Füße nach unten baumeln. Jede dieser Engelsfiguren hält zwei apricotfarbene Früchtegirlanden, welche die querovalen Fenster rahmen. An deren Unterseite ist wiederum die Pflanzenart der jeweiligen Stichkappe dargestellt, hier jedoch in Türkisfarben auf weißem Grund. Die Zwickel oberhalb der Fenster sind mit helltürkis gefassten Ranken dekoriert. Das Langhaus ist wesentlich spärlicher stuckiert. Lediglich oberhalb des Chorbogens sind graue Pflanzenranken zu sehen, die aus ebenfalls grauen Vasen auf dem Gesims zu entspringen scheinen. Am Langhausgewölbe befinden sich genau wie an der Sakristeidecke lediglich Stuckrahmenfelder.
Die geschwungene Brüstung sowie die Unterseite der Orgelempore werden von Blumen- und Bandwerkstuck im Stile des frühen Rokoko geziert. Dieser dürfte um 1730 angebracht worden sein.
Während das Langhausgewölbe bis heute ohne Ausmalung verblieb, ist am Chorgewölbe zentral ein kleines Fresko der Himmelfahrt Mariens zu sehen. Es wurde im 19. Jahrhundert von dem Kirchenmaler Balthasar Kraft aus Pfaffenhofen an der Ilm gefertigt. Auf der rechten Seite ist Maria auf einer Wolke dargestellt, die von Engeln gen Himmel emporgehoben wird. Dort wird die Gottesmutter von Gott Vater und Gott Sohn, die ebenfalls auf eine Wolke sitzen, empfangen. Über der Szenerie schwebt eine Heilig-Geist-Taube, die Heilige Dreifaltigkeit komplettierend. Es ist überliefert, dass sich an der Außenseite des Chorraums früher ein weiteres Gemälde befand. Es soll den Begründer der Wallfahrt, Melchior Paur, vor einem Bildstock kniend und die über ihm schwebende Altöttinger Madonna gezeigt haben. Es wurde 1822 restauriert und 1862 sogar neu gemalt, bevor es Anfang des 20. Jahrhunderts entfernt wurde.

### Hochaltar

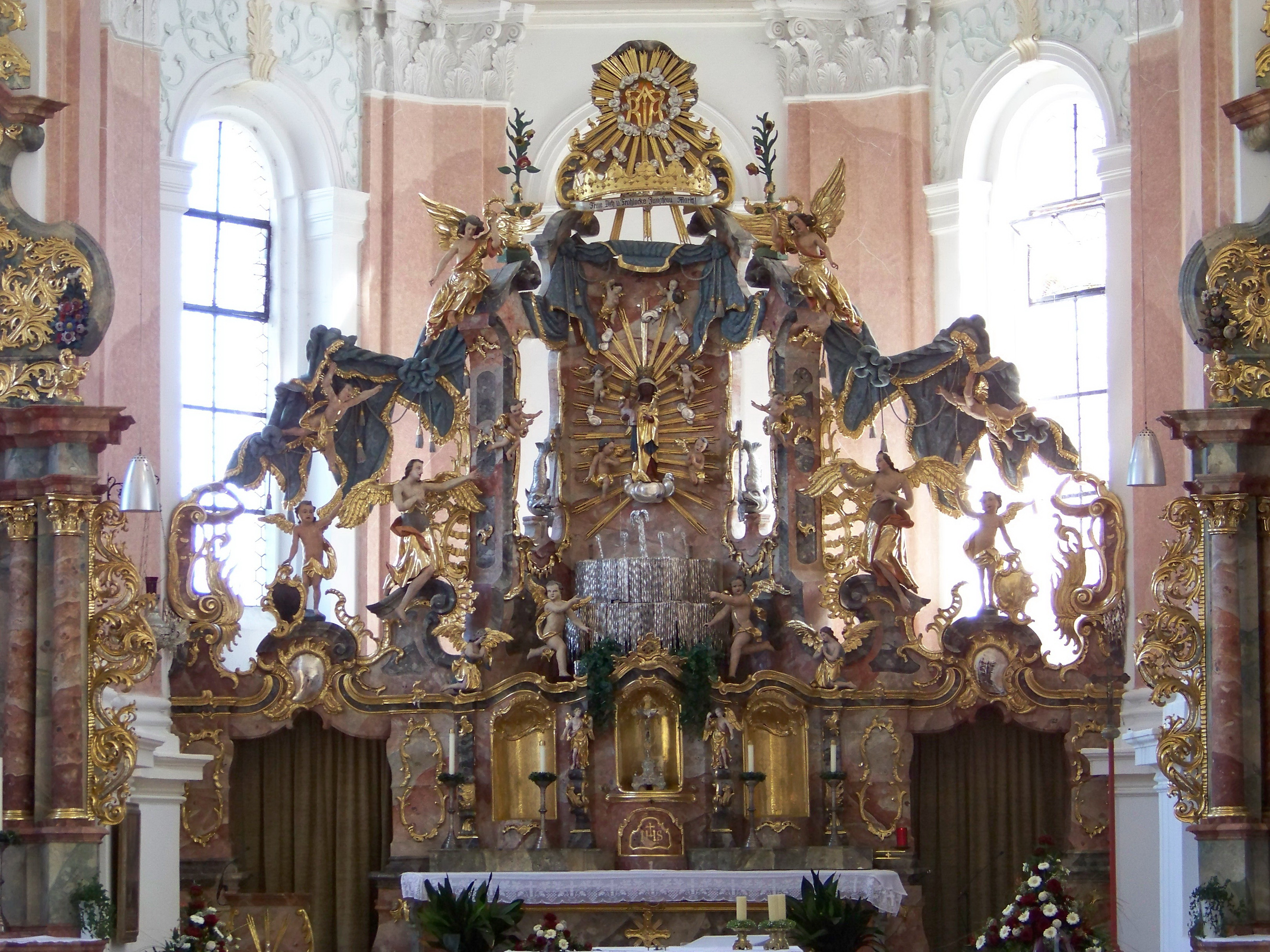
Altarraum der Wallfahrtskirche

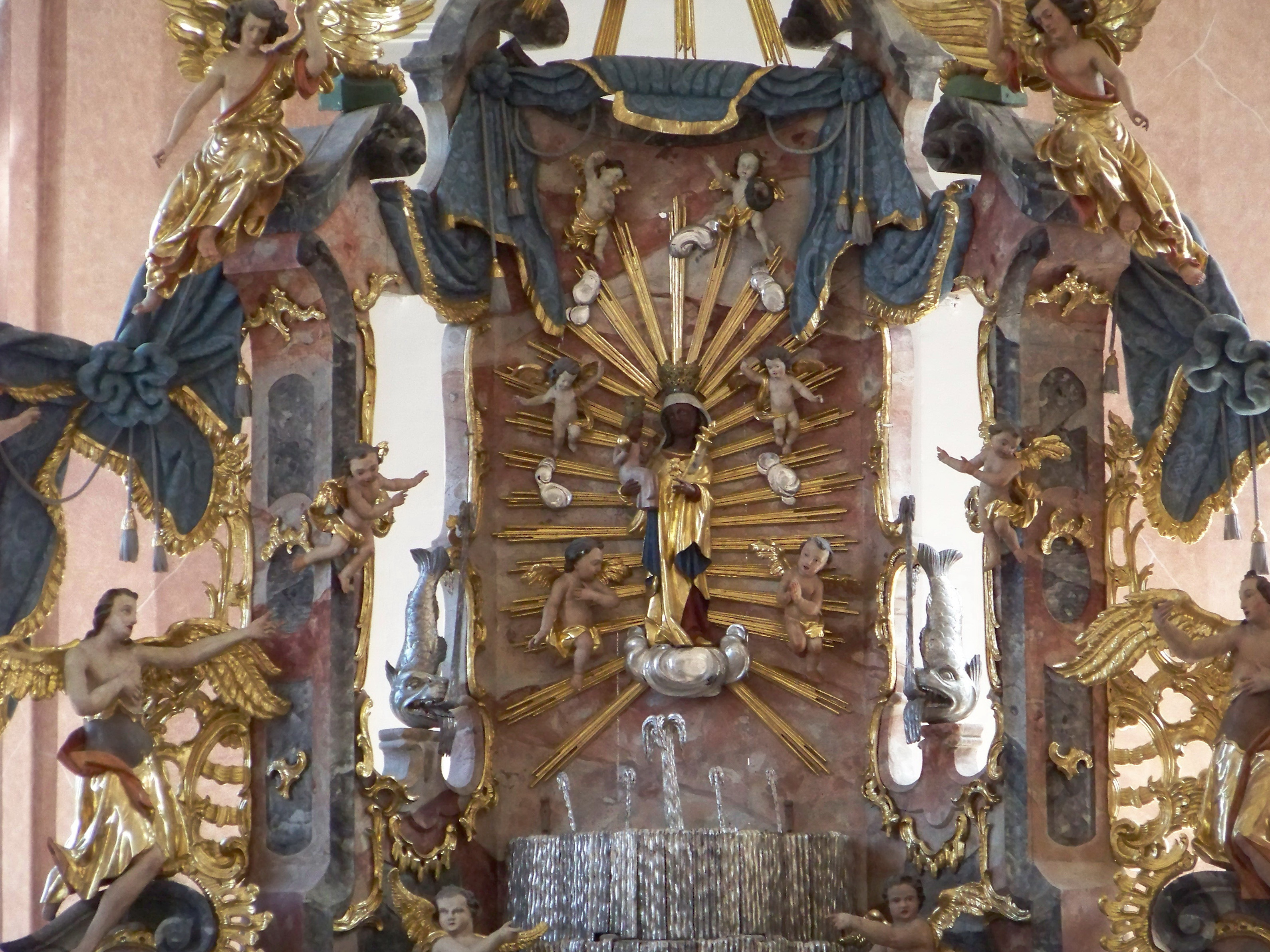
Hochaltar mit der Schwarzen Madonna

Zentraler und dominanter Bestandteil der Kirchenausstattung ist der kunstvoll gestaltete Hochaltar im Rokoko-Stil. Er wurde in der Zeit von 1760 bis 1770 durch einen unbekannten Meister geschaffen und nimmt die gesamte Breite, aber nur rund die halbe Höhe des Chorraumes ein. Der in den Altarraum vorgerückte Aufbau trennt gewissermaßen den Chorschluss vom übrigen Altarraum ab. Die zentrale Darstellung des Hochaltares greift die der Wallfahrt nach Heiligenbrunn zugrundeliegende Erscheinung der Schwarzen Madonna von Altötting auf. Außergewöhnlich ist der fast vollständige Verzicht auf Architekturelemente. Nur bei genauerem Hinsehen sind hinter vielen Verzierungen zwei Pfeiler erkennbar, die den oberen Teil des dekorativen Aufbaus tragen.
Auf der Mensa befinden sich drei vergoldete Nischen. Während die beiden äußeren über einen rein ornamentalen Hintergrund verfügen, ist die mittlere Nische durch ein Flachrelief eines auf dem Buch mit den sieben Siegeln stehenden Kelches ausgezeichnet. Diese Darstellung verweist auf die Funktion der Nische als Tabernakel. Die Mensa wird flankiert von beidseitigen Durchgängen, die aufgebrochen sind und von Rocaille-Kartuschen geschmückt werden. Über diesen stehen vollplastische Engelsfiguren, die in der einen Hand jeweils eine weitere Rocaille-Kartusche halten und mit der anderen Hand gen Himmel zeigen. Diese Engel werden von zwei c-förmigen, nach innen gewandten Bögen begleitet, die den Altar zu beiden Seiten hin abschließen.
Über dem Tabernakel erhebt sich – durch ein Gesims nach hinten abgesetzt – ein Brunnen aus zwei Halbkreisschalen versilberten Schnitzwerkes, der den Ursprung der Wallfahrt symbolisieren soll. Besonders filigrane Schnitzarbeiten sind die fünf Fontänen, die aus der oberen Brunnenschale emporschießen. Die Brunnendarstellung wird flankiert von zwei Engelsfiguren und darüber zwei Delfinen, die aus ihren Mäulern dem Brunnen Wasser zuzuführen scheinen. Die Delfine balancieren kopfüber auf einem Absatz in der dezenten Architektur des Altares und recken ihre Körper in fast senkrechter Linie nach oben. Zwischen den beiden Meerestieren ist schließlich das zentrale Motiv der Wallfahrt, eine barocke Nachbildung des Altöttinger Gnadenbildes, zu sehen. Auf einem wolkenartigen Gebilde steht eine Figur der Schwarzen Madonna, die auf dem rechten Arm das Jesuskind trägt und in der linken Hand ein Lilienzepter hält. Maria und Jesus tragen beide vergoldete und mit bunten Schmucksteinen besetzte Kronen. Das Gnadenbild ist von einem Strahlenkranz, zahlreichen Putten und einigen Wölkchen umgeben.
Die beiden eingangs erwähnten Pfeiler enden jeweils schräg oberhalb des Gnadenbildes in geschwungenen Voluten. An deren oberem Ende befindet sich je eine grüne Vase, die einen Zweig mit unterschiedlichen Blüten enthält. Zu Füßen dieser Vasen sitzt je eine große Engelsfigur. Scheinbar über diese Voluten ist eine Draperie, also ein geraffter Vorhang, gespannt, der sich über die gesamte Breite des Altares erstreckt. Der stuckierte und blau gefasste Vorhang mit goldenem Saum spannt sich in der Mitte baldachinartig über das Gnadenbild und ist auf beiden mit Kordeln zu schweren Quasten gebunden. Zwei seitlich angeordnete Engelsfiguren sind scheinbar im Begriff, den Vorhang bestmöglich auszubreiten. Mit seinen Enden berührt der Vorhang dezent das oben angesprochene c-förmige Gebälk. Den oberen Abschluss des Altares bildet ein Kronreif vor einem Marienmonogramm, welches wiederum von einem Strahlenkranz umgeben ist. Auf einem Spruchband unter dem Kronreif ist folgende Inschrift zu lesen: Freue Dich u. Frohlocke Jungfrau Maria.

### Seitenaltäre

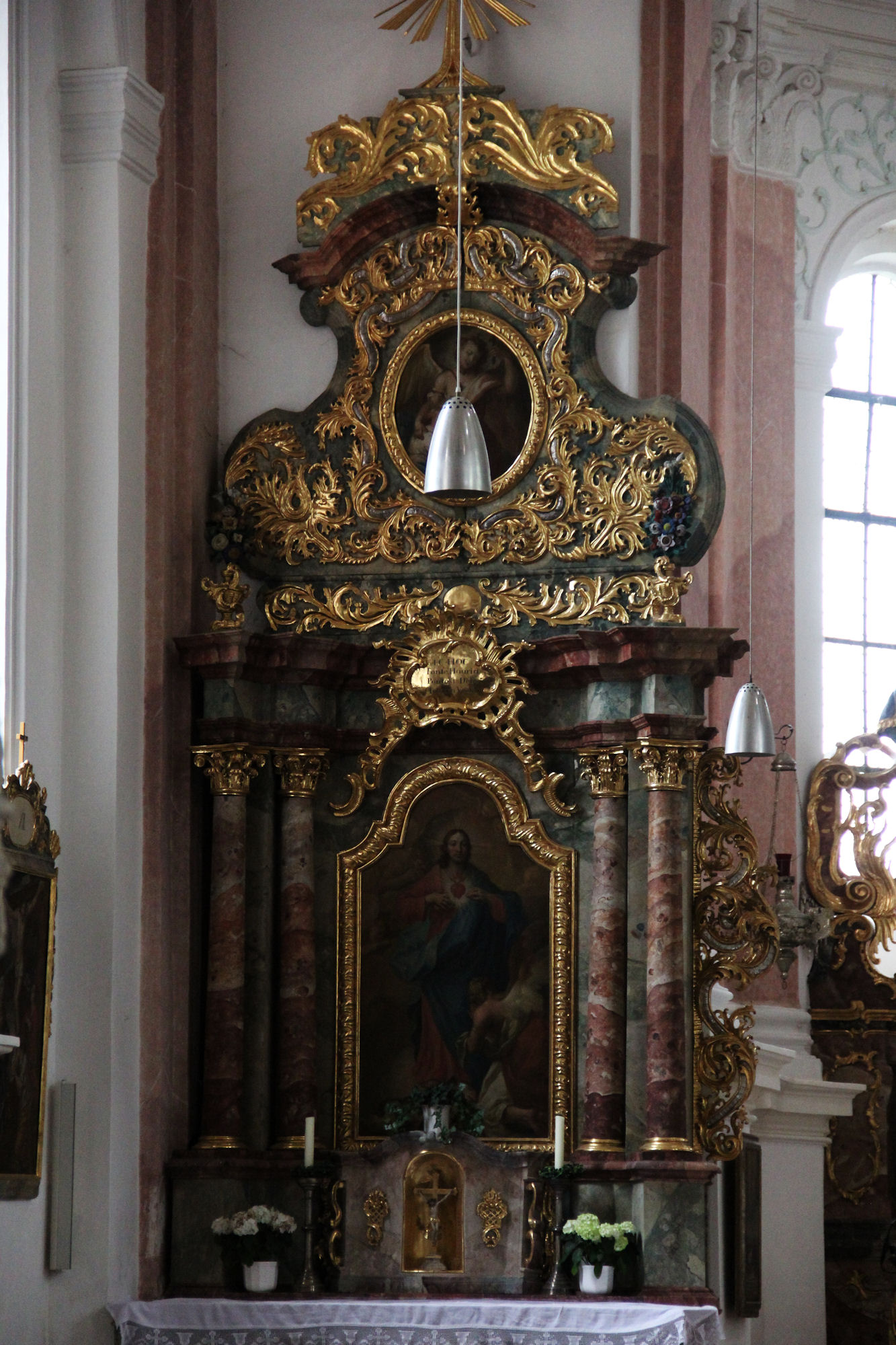
Nördlicher Seitenaltar
(Herz-Jesu-Altar)

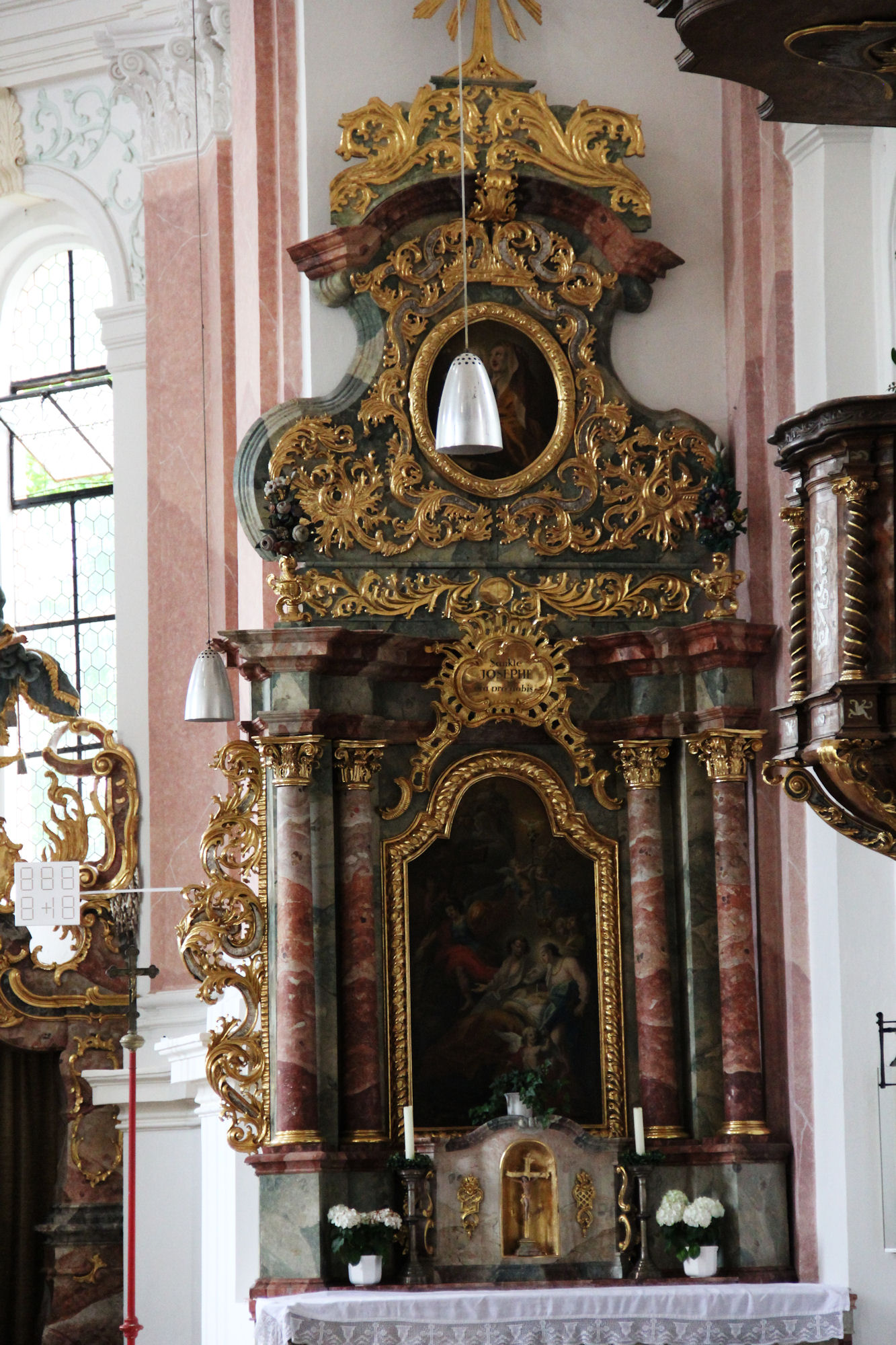
Südlicher Seitenaltar
(Josefsaltar)

Die beiden Seitenaltäre wurden 1719 im spätbarocken Stil geschaffen und sind somit der Entstehungszeit der Kirche zuzuordnen. Der Aufbau der beiden als Pendants angelegten Altäre erscheint im Gegensatz zum Hochaltar von klarer Struktur und streng geometrisch. Beide Seitenaltäre besitzen vier korinthisierende Säulen, wobei die Säulenpaare in der Mitte eine Art Vertiefung oder Nische erzeugen, in der sich das hochrechteckige und geschwungen abschließende Altarblatt befindet. Darunter ist ein kleiner Tabernakel mit Altarkreuz angeordnet, der allerdings nur Attrappe ist; oberhalb des Altarblattes befindet sich eine Kartusche mit der Inschrift des dargestellten Motivs. Diese Kartusche befindet sich auf der Höhe eines profilierten Gebälks, welches auf den vier Säulen ruht. Das Gebälk trägt einen dreiteiligen, von c-förmigen Bögen begrenzten Altaraufsatz, der das hochovale Oberbild des Altares enthält und ansonsten vollständig mit Akanthusranken ausgefüllt ist. Den oberen Abschluss bildet jeweils eine Art Strahlenmonstranz. Zum Altarraum hin weist jeweils eine plastisch gearbeitete Akanthusranke.
Der linke, nördliche Seitenaltar ist der Herz-Jesu-Verehrung geweiht. Auf dem Hauptbild sieht man einen stehenden Christus, der auf sein vor Liebe glühendes Herz zeigt. Im Oberbild ist ein Schutzengel zu sehen, der einem Knaben liebevoll und beschützend begegnet. Der rechte Seitenaltar ist dem heiligen Josef geweiht, der als Schutzpatron der Sterbenden gilt. Das Altarblatt zeigt ein Gemälde von Josefs Tod. Am Sterbebett des Heiligen sind Jesus und Maria zugegen. Im Vordergrund ist ein Engel dargestellt, der in der rechten Hand eine Kartusche mit einem geschnitzten geflügelten Totenkopf hält. Diese trägt die Inschrift: ECCE/Quomod/moritur/iustus – zu deutsch: „Sehet, wie der Gerechte stirbt.“ Mit der linken Hand weist der Engel gen Himmel zu Gott Vater, der im oberen Bereich des Bildes dargestellt ist. Neben ihm ist die Heilig-Geist-Taube zu sehen, darunter drei Engel mit dem blühenden Zweig als Attribut Josefs und der Erzengel Michael mit flammendem Schwert und goldenem Schild, welcher ein Christusmonogramm trägt.

### Kanzel
Die barocke Kanzel wurde 1723 von dem Pfeffenhausener Schreiner Georg Gründl gefertigt. Der Kanzelkorb, der durch sechs gedrehte Säulchen in fünf konkav geschwungene Felder eingeteilt ist, wird scheinbar von einem aus der Wand hervortretenden Engel getragen. Er ist mit Ornamentintarsien und Laubwerkschnitzereien verziert. Zwei Karyatidenengel tragen den Schalldeckel, auf dessen Unterseite eine von einem Strahlenkranz umgebene Heilig-Geist-Taube dargestellt ist. Obenauf steht der Erzengel Michael, der in der linken Hand die Waage, in der rechten das Schwert hält. Er ist auf einem Aufsatz über geschwungenen Akanthusbögen platziert.

### Übrige Ausstattung
Auch die Stuhlwangen aus Eichenholz sind im barocken Stil gehalten und mit Akanthusornamenten dekoriert. Sie zeigen Schnitzwerk mit Reliefs in zwei verschiedenen Zeichnungen: eines Engel und der Maria Immaculata, die auf der Weltkugel steht und auf den Kopf einer sich um die Kugel windenden Schlange tritt. Die ebenfalls barocken Beichtstühle auf beiden Seiten des Langhauses sind wohl zwischen 1715 und 1720 entstanden. Sie zeigen Pilaster, Ornamentintarsien und filigranes Akanthusschnitzwerk. Darüber sind jeweils zahlreiche Votivtafeln angebracht, im Norden 13 Tafeln und im Süden 23 Tafeln, die von den Heilungen vieler Kranker durch das Brunnenwasser des Ortes erzählen. Eine Zusammenstellung 45 weiterer Votivtafeln ist auf der Orgelempore an der Westwand zu sehen. Die älteste dieser Tafeln zeigt den Bauerssohn Melchior Paur vor Maria und dem Jesuskind kniend.
Die 14 Kreuzwegstationen wurden 1738 von dem Landshuter Maler Georg Franz Fischer in Öl auf Leinwand ausgeführt. Deren Rahmen stammen aus der gleichen Zeit und enthalten vergoldetes Blattwerk und versilbertes Bandelwerk. Oberhalb des Oratoriums im ersten Langhausjoch ist ein Gemälde zu sehen, welches das Altöttinger Gnadenbild in einem schönen Rokoko-Rahmen zeigt. Zeitweise war dieses Bild anstelle der geschnitzten Kopie der Altöttinger Madonna am Hochaltar zu sehen.
Am ersten Pilaster auf der Nordseite, also direkt gegenüber der Kanzel, ist eine Figur von König David angebracht. Er trägt einen Kranz aus Rosenblüten auf dem Haupt und musiziert hier nicht auf der Harfe, die eigentlich sein gängiges Attribut darstellt, sondern auf einer Laute. Möglicherweise stammt diese Figur von einem alten Orgelprospekt der Wallfahrtskirche. Am zweiten Pilaster auf der Nordseite befindet sich eine Figur des heiligen Petrus von Alcantara, genau gegenüber auf der Südseite eine Figur des heiligen Johannes Nepomuk.

### Orgel
Die heutige Orgel der Wallfahrtskirche wurde 1940 als Opus 454 von Michael Weise aus Plattling geschaffen. Sie verfügt über insgesamt elf klingende Register auf zwei Manualen und Pedal. Besondere Merkmale dieses Instruments sind der Freipfeifenprospekt und die Ansteuerung der Orgelpfeifen über pneumatische Kegelladen. Die Disposition lautet wie folgt:
| I Manual |            |       |            |
| 1.       | Principal  | 8′    |            |
| 2.       | Spitzflöte | 8′    |            |
| 3.       | Octav      | 4′    |            |
| 4.       | Mixtur IV  | 2 ⁄3′ | [ Anm. 1 ] |

| II Manual |            |       |
| 5.        | Salicional | 8′    |
| 6.        | Gedeckt    | 8′    |
| 7.        | Blockflöte | 4′    |
| 8.        | Prinzipal  | 2′    |
| 9.        | Rohrquint  | 2 ⁄3′ |

| Pedal |          |     |            |
| 10.   | Subbaß   | 16′ |            |
|       | Zartbaß  | 16′ | [ Anm. 2 ] |
| 11.   | Oktavbaß | 8′  |            |

- Koppeln: II/I, Super II/I, I/P, II/P
- Spielhilfen: Mezzoforte, Tutti, automatisches Pianopedal, Auslöser

Anmerkungen:
1. ↑  wirkt auf beide Manuale
2. ↑  Windabschwächung aus Subbaß 16′

### Glocken
Auf dem westlich an das Kirchenschiff angebauten Turm befinden sich heute drei Glocken. Die kleinste von ihnen wiegt 232,5 Kilogramm und ist bei Weitem die älteste. Sie wurde bereits 1730 von Johann Peter Cras aus Regensburg gegossen. Die beiden anderen Glocken wurden kurz nach dem Zweiten Weltkrieg von der Glockengießerei Johann Hahn aus Landshut gefertigt. Die mittlere Glocke mit einem Gewicht von 325 Kilogramm stammt aus dem Jahr 1951, während die mittig aufgehängte und mit einem Gewicht von rund 400 Kilogramm schwerste Glocke bereits im Heiligen Jahr 1950 gegossen wurde.

## Ensemble

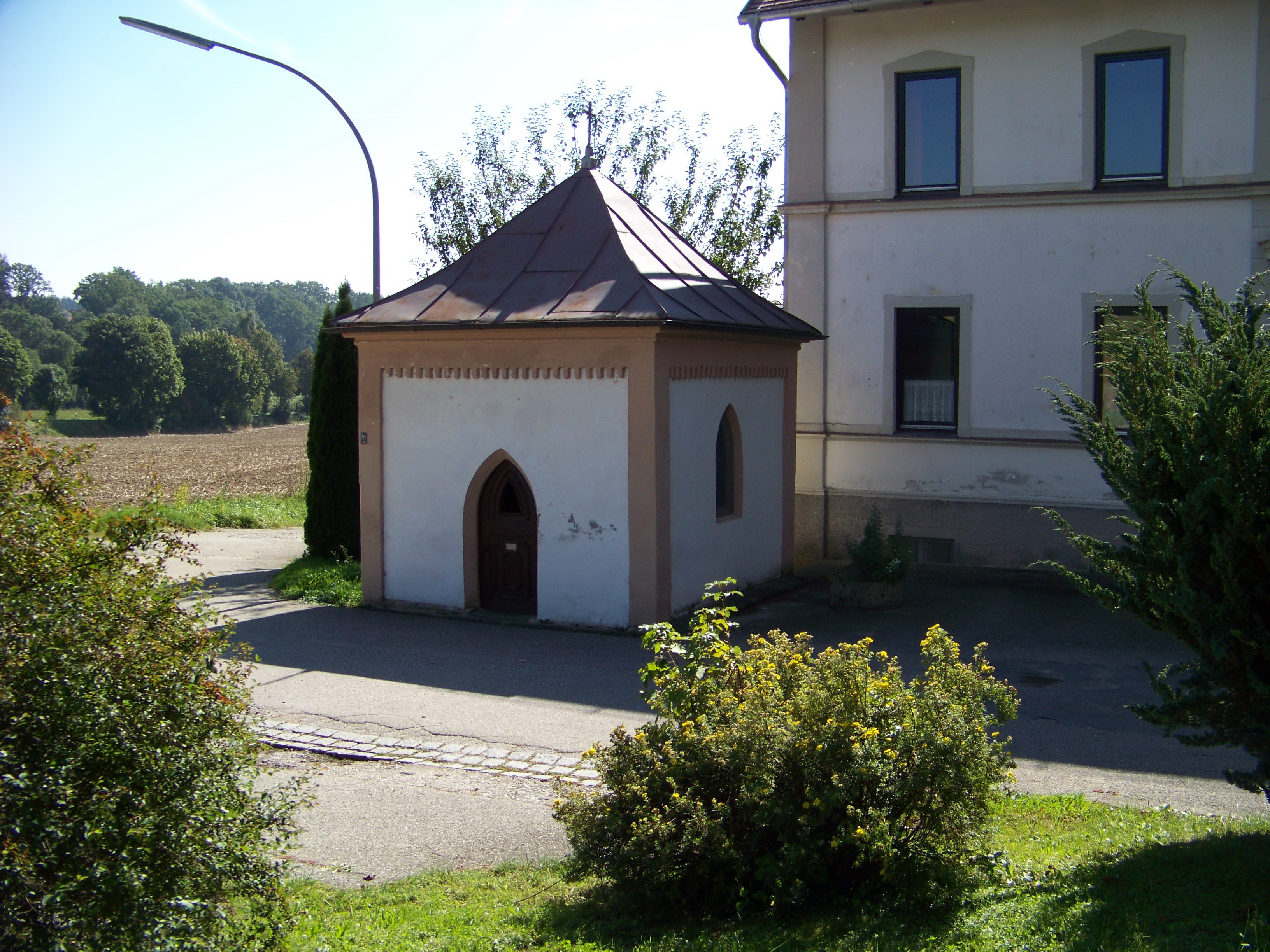
Brunnenkapelle neben dem Josefsheim

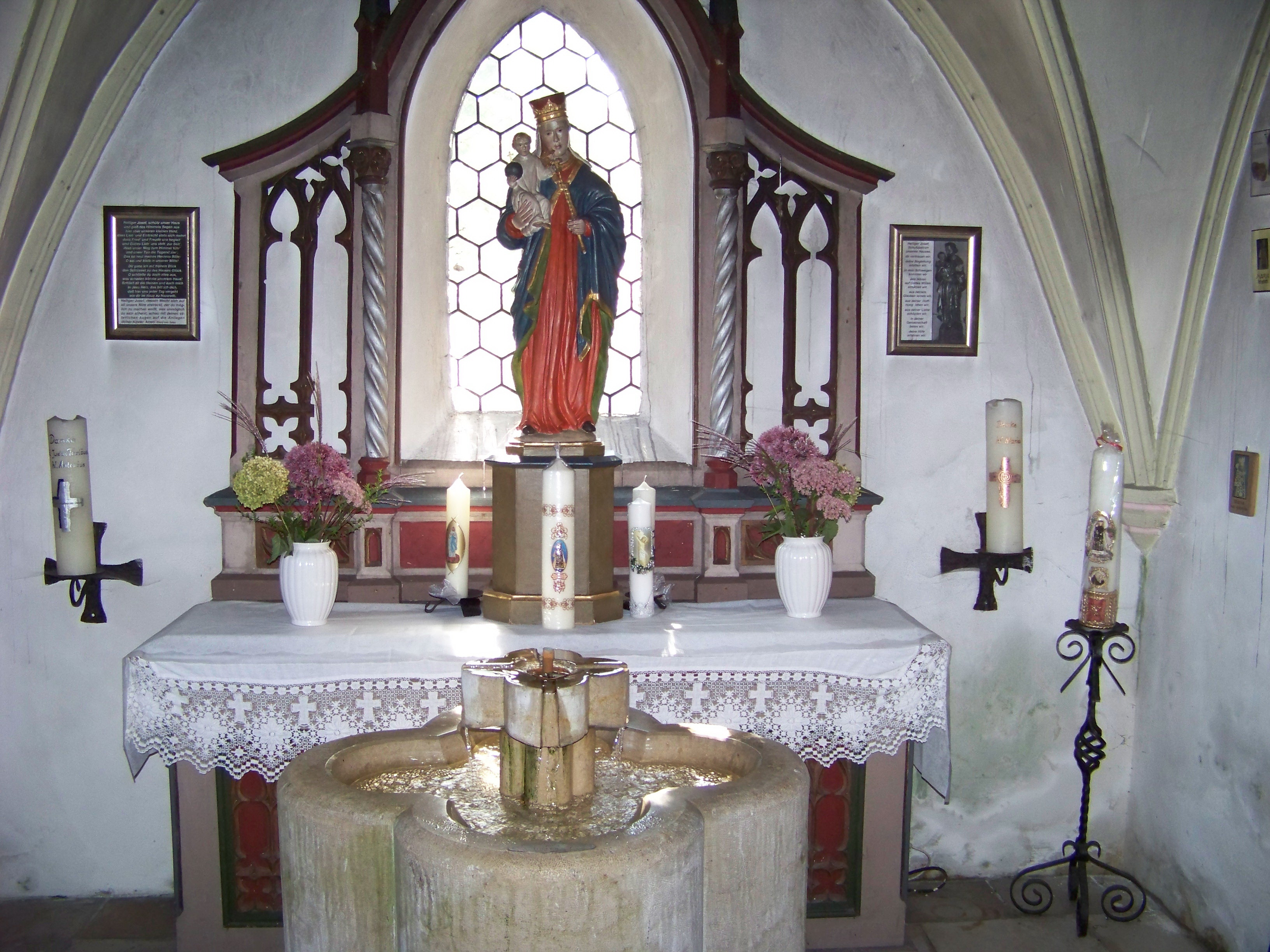
Innenansicht der Brunnenkapelle

Südlich der Wallfahrtskirche befindet sich das sogenannte Josefsheim des 1851 gegründeten Josefivereins Heiligenbrunn, dessen Vorsitzender immer der aktuelle Pfarrer von Hohenthann ist. Der Verein hatte es sich ursprünglich zum Ziel gesetzt, Knaben eine angemessene Ausbildung zukommen zu lassen. So bestand von 1851 bis 1986 eine Heimvolksschule für Knaben unter der Leitung von Schwestern aus dem Kloster Mallersdorf. Seit 1989 wird der Satzungszweck durch das Geistliche Zentrum Familien mit Christus, welches im Josefsheim untergebracht ist, fortgeführt. Dort werden verschiedene, meist mehrtägige Seminare für Familien, teils auch für Einzelpersonen, zur Fortbildung in christlichen Glaubensinhalten angeboten.
Neben dem Josefsheim liegt die Brunnenkapelle genau an dem Ort, an dem der Legende nach das der Wallfahrt zugrundeliegende Wunder geschah. Im Inneren befindet sich ein schlichter Brunnen, in dem das Quellwasser ans Tageslicht tritt. Die Brunnenkapelle wurde in ihrer heutigen Form in der zweiten Hälfte des 19. Jahrhunderts im neugotischen Stil errichtet und steht genauso wie die Wallfahrtskirche unter Denkmalschutz.